# Gemma Ríos
Gemma Ríos, née à Morón, est une poétesse, clown, comédienne et professeure de théâtre argentine.

## Biographie

### Enfance et études
Née à Morón, Gemma Ríos grandit à Hurlingham. À l'âge de onze ans, elle commence à prendre des cours de clown et participe, à partir de quinze ans, à des tournois dans la province de Buenos Aires. Après le lycée, de retour à Morón, elle étudie le théâtre.

### Carrière artistique
Avec Carmín Lupe, elles forment le duo de clowns Las Carmelitas Clown, ainsi que les a nommées la poétesse et militante Susy Shock (es).
En 2020, elle publie son premier recueil de poésie, El veneno de estas guachitas, chez l'éditeur indépendant Editorial Mutanta. Suivent en 2021 et 2023 Andrógina et La lluvia llega a todos lados, respectivement chez Sudestada et Elemento Disruptivo.
Assignée homme à la naissance et s'identifiant en tant que trans et travesti, Gemma Ríos évoque dans ses poèmes la violence transphobe,.

## Œuvre
- (es) El veneno de estas guachitas, Sudestada, 2023 (1re éd. 2020), 80 p. (ISBN 9789878409634)
- (es) Andrógina, Sudestada, 2021
- (es) La lluvia llega a todos lados, Elemento Disruptivo, 2023